# Tán (sinh học)

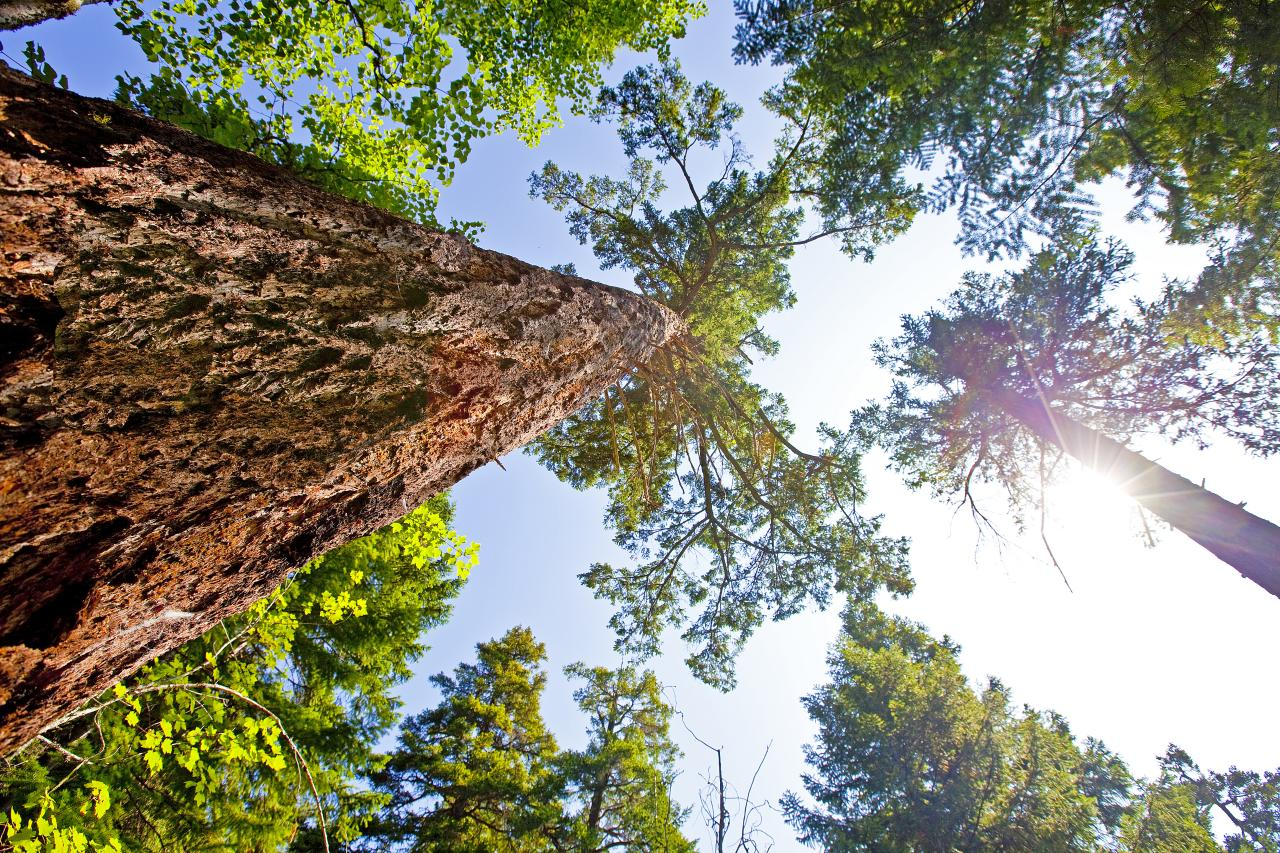
Tầng tán của một khu rừng, nhìn từ dưới lên.

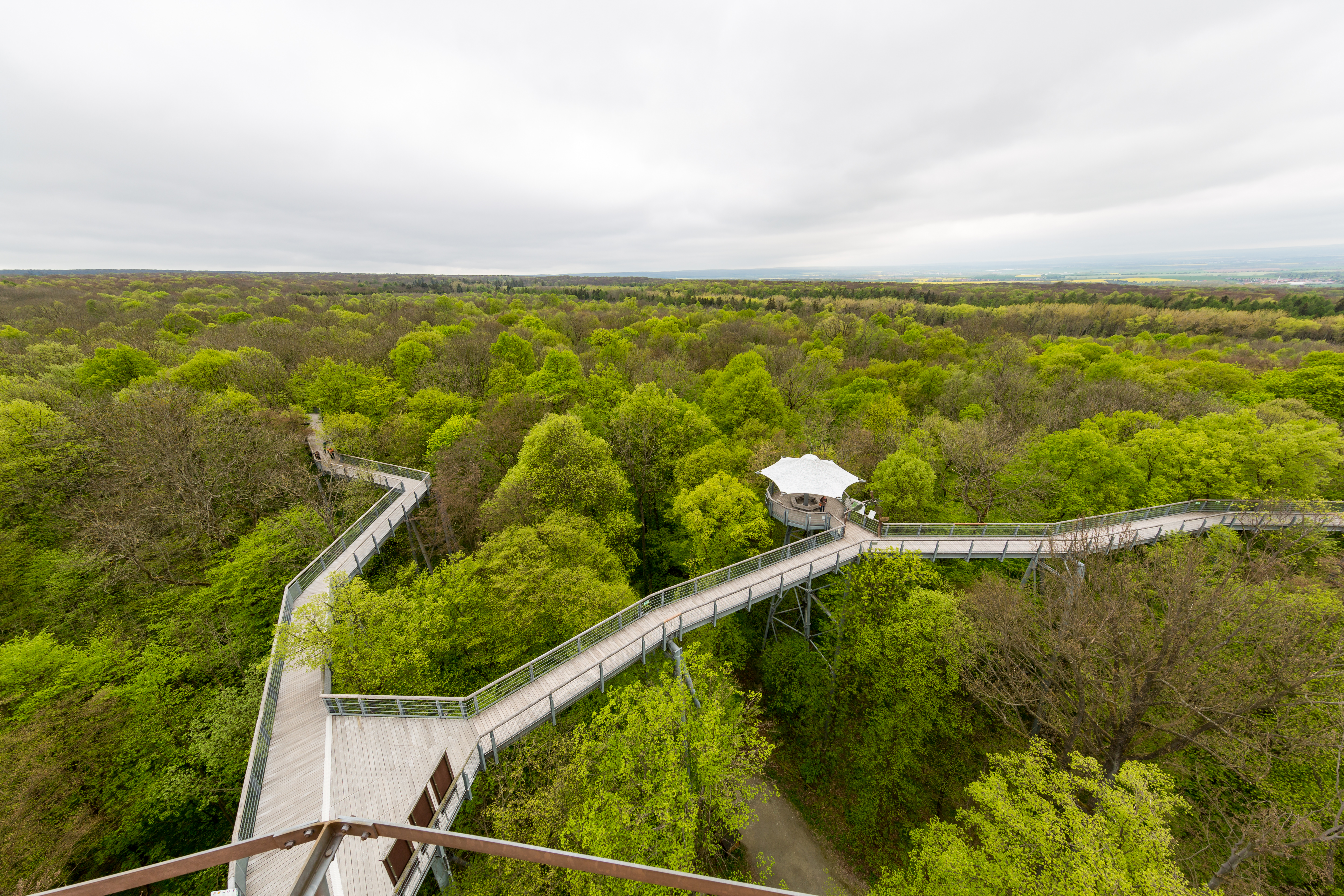
Đường đi dạo rừng trên cao (en) để ngắm các tán cây tại Vườn quốc gia Hainich, bang Thüringen, Đức

Trong sinh học, tán được định nghĩa là phần sinh trưởng trên mặt đất của một quần lạc thực vật hoặc cây trồng, được cấu thành từ nhiều tán cây riêng lẻ. Đối với một khu rừng, tán rừng là một tầng của cấu trúc khu rừng đó, bao hàm khu vực phía trên của sinh cảnh khu rừng đó, hình thành bởi tán riêng lẻ của các cây gỗ trưởng thành và bao hàm thêm một số sinh vật khác, tỉ như các địa y, thực vật biểu sinh, các động vật sống trên cây, v.v. Đôi khi tán cũng mang nghĩa ám chỉ lớp lá ngoài của một nhóm cây. Các cây che bóng thường có tán rất dày phần lớn ánh sáng không thể xuyên qua tán cây để tiếp cận các thực vật mọc phía dưới tán.

## Cấu trúc tán
Cấu trúc tán là sự sắp xếp về mặt không gian ba chiều của tán trong một quần lạc thực vật. Chỉ số diện tích lá (Leaf area index - LAI) - diện tích bề mặt lá trên một đơn vị diện tích khu vực địa lý - là chỉ số then chốt dùng trong việc nghiên cứu và so sánh các tán thực vật với nhau.

## Tầng tán rừng

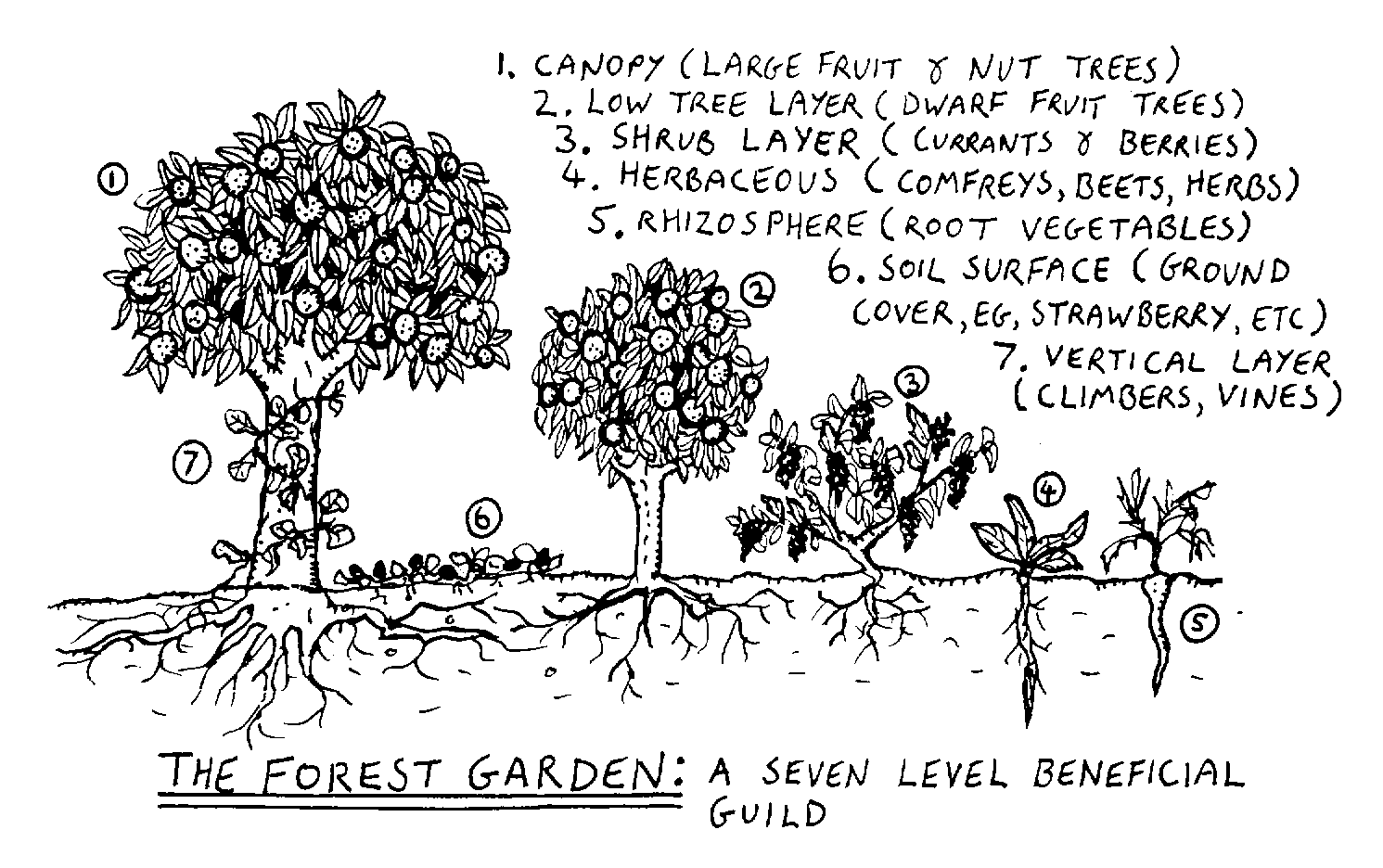
Tầng tán (số 1) trong ngành vườn rừng.

Trong các rừng mưa, tán của những cây gỗ trưởng thành cùng với nhau hợp thành một tầng rừng gọi là tầng tán, với độ cao và cấu trúc không hoàn toàn đồng đều nhau, thường từ 20 đến 40 mét.
Tầng tán bao hàm phần chủ yếu trong cấu trúc ba chiều của rừng, hình thành nên "trần" hay "mái" của khu rừng và các cây thuộc tầng tán có khả năng quang hợp với năng suất khá cao do nhận được nhiều ánh sáng, đặc biệt trong trường hợp các rừng mưa nhiệt đới (với tán rừng che phủ hầu hết diện tích rừng) chúng đóng góp phần lớn vào năng suất sơ cấp của cả khu rừng. Do tầng này chặn hết phần lớn số ánh sáng mặt trời có thể cung cấp, vì vậy mà khu vực phía dưới tầng tán thường nhận được rất ít ánh sáng và kết quả là thảm thực vật ở tầng dưới tán khá là thưa thớt. Tuy nhiên, nhờ đó tầng tán rừng đã giúp che đỡ gió mạnh và bão cho các sinh vật sống phía dưới, và chặn các tia cực tím gây hại cho các sinh vật nằm dưới nó.
Tầng tán rừng cũng là nơi sinh sống của nhiều loài động thực vật đặc trưng mà các tầng khác không có. Có thể nói, mức độ đa dạng sinh học của tầng này thuộc loại cao nhất trong toàn bộ khu rừng mưa nhiệt đới và khoảng 90% số sinh vật của rừng sinh sống trong tầng này. Nhiều loài động vật trong rừng mưa hoàn toàn sống tại tầng tán rừng và chưa bao giờ đặt chân xuống mặt đất.
Trong ngành làm vườn rừng và canh tác vĩnh cửu (permaculture), tầng tán lại là tầng cao nhất trong số 7 tầng thực vật, hàm chứa những cây cao lớn chủ yếu là cây ăn quả hay cây lấy quả đấu.

## Hình ảnh

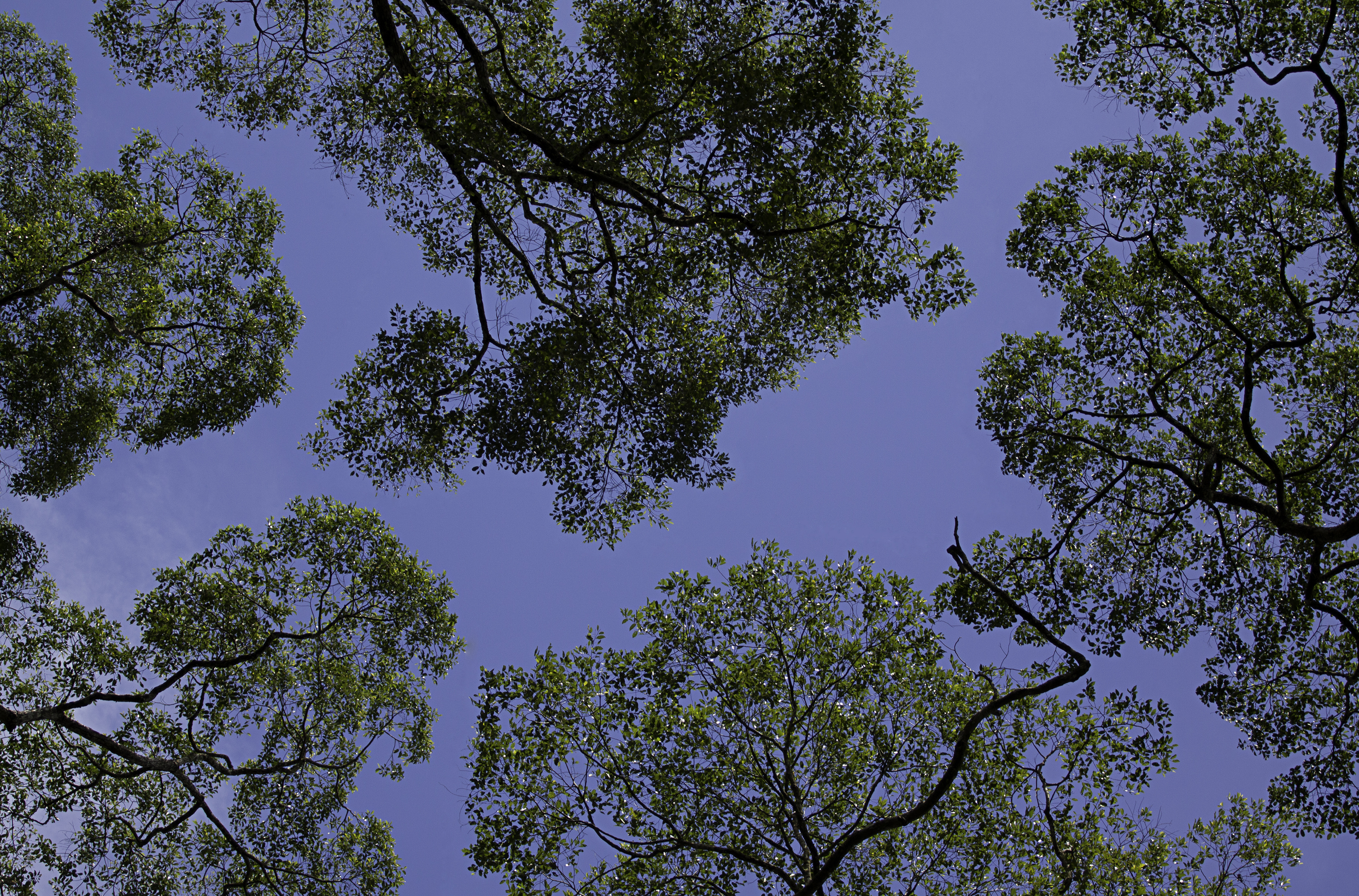
Tán rừng tại Sabah, Malaysia.
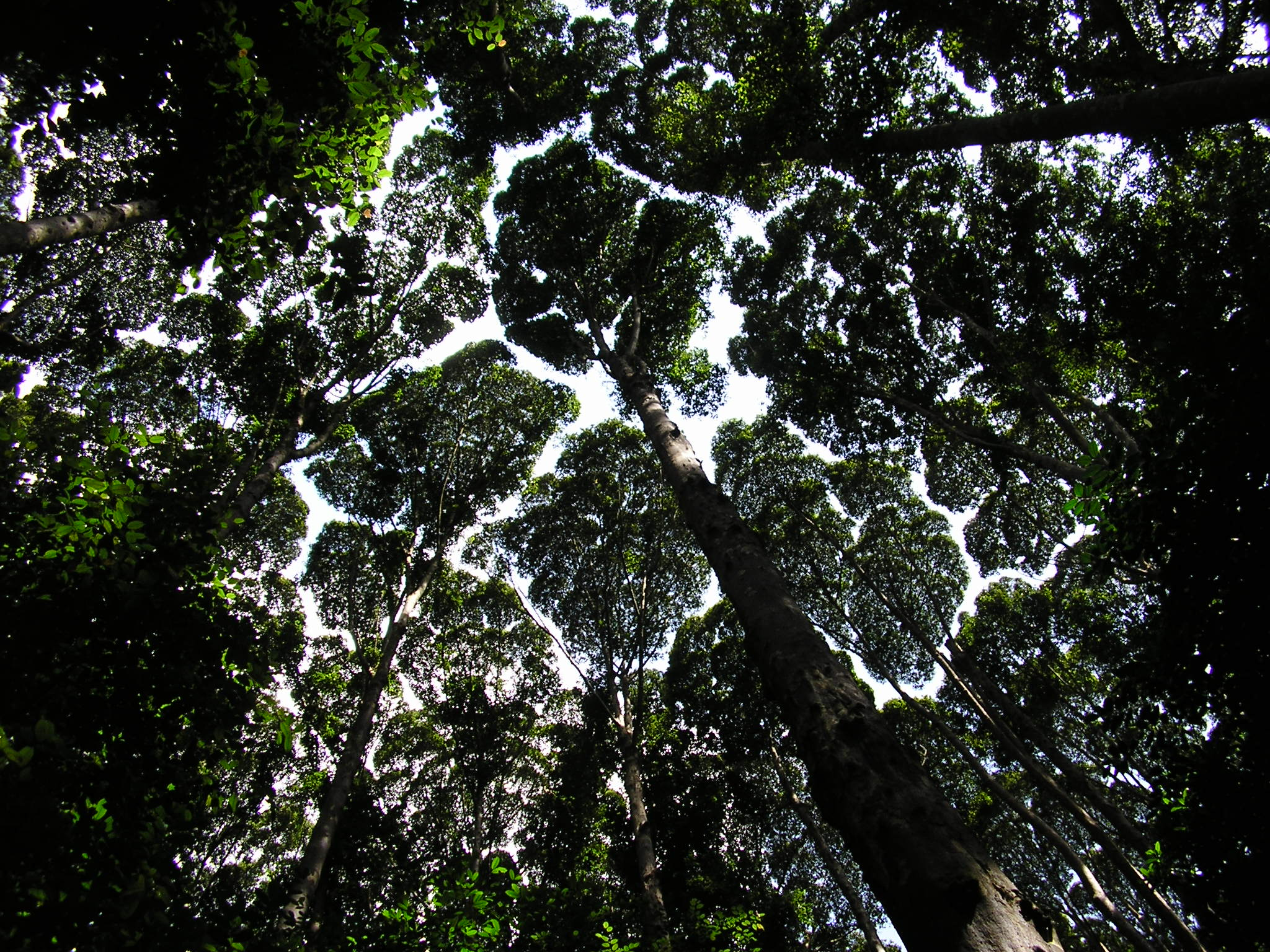
Tán một khu rừng tại Viện nghiên cứu rừng Malaysia.
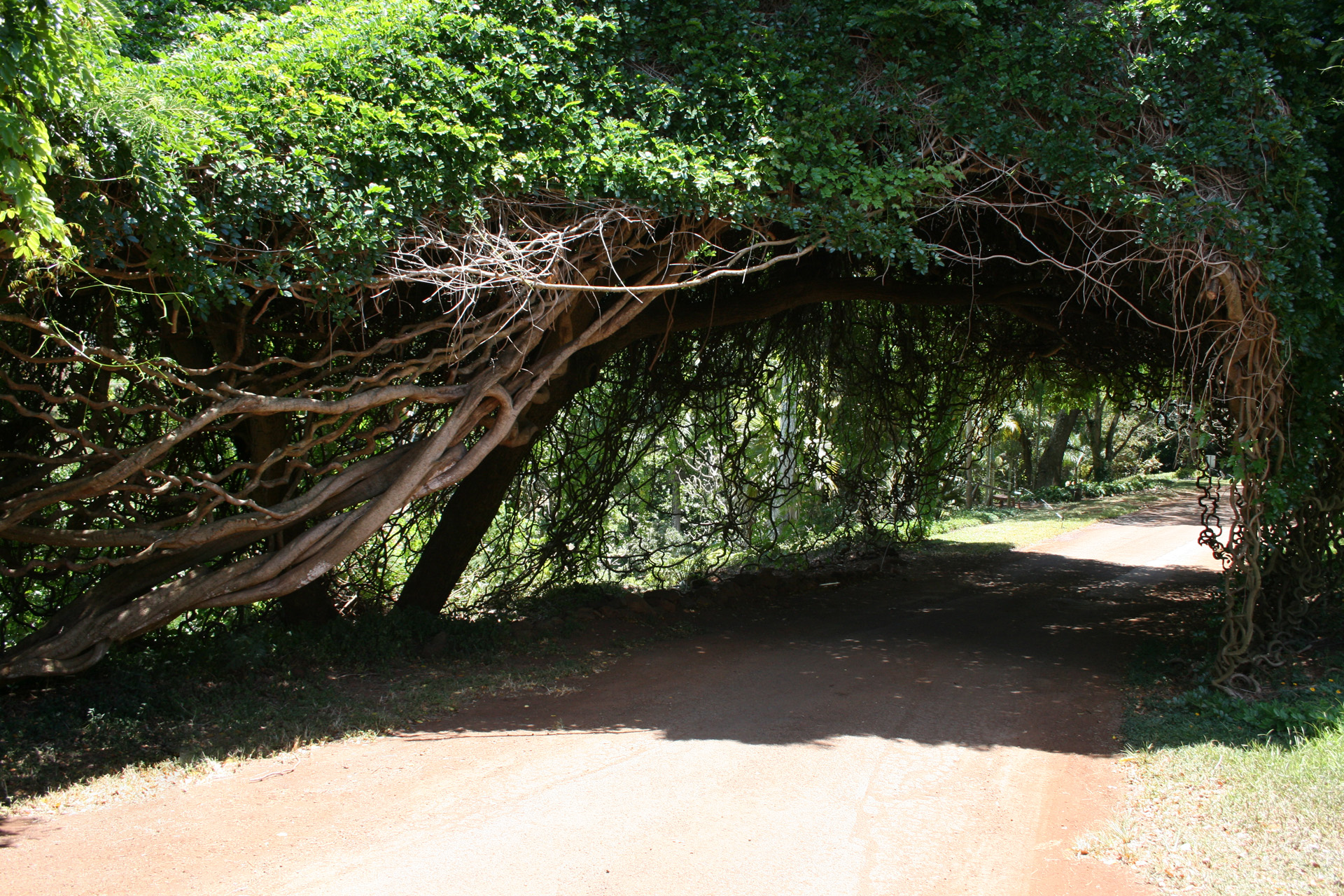
Một tán cây leo bắc ngang qua một con lộ.
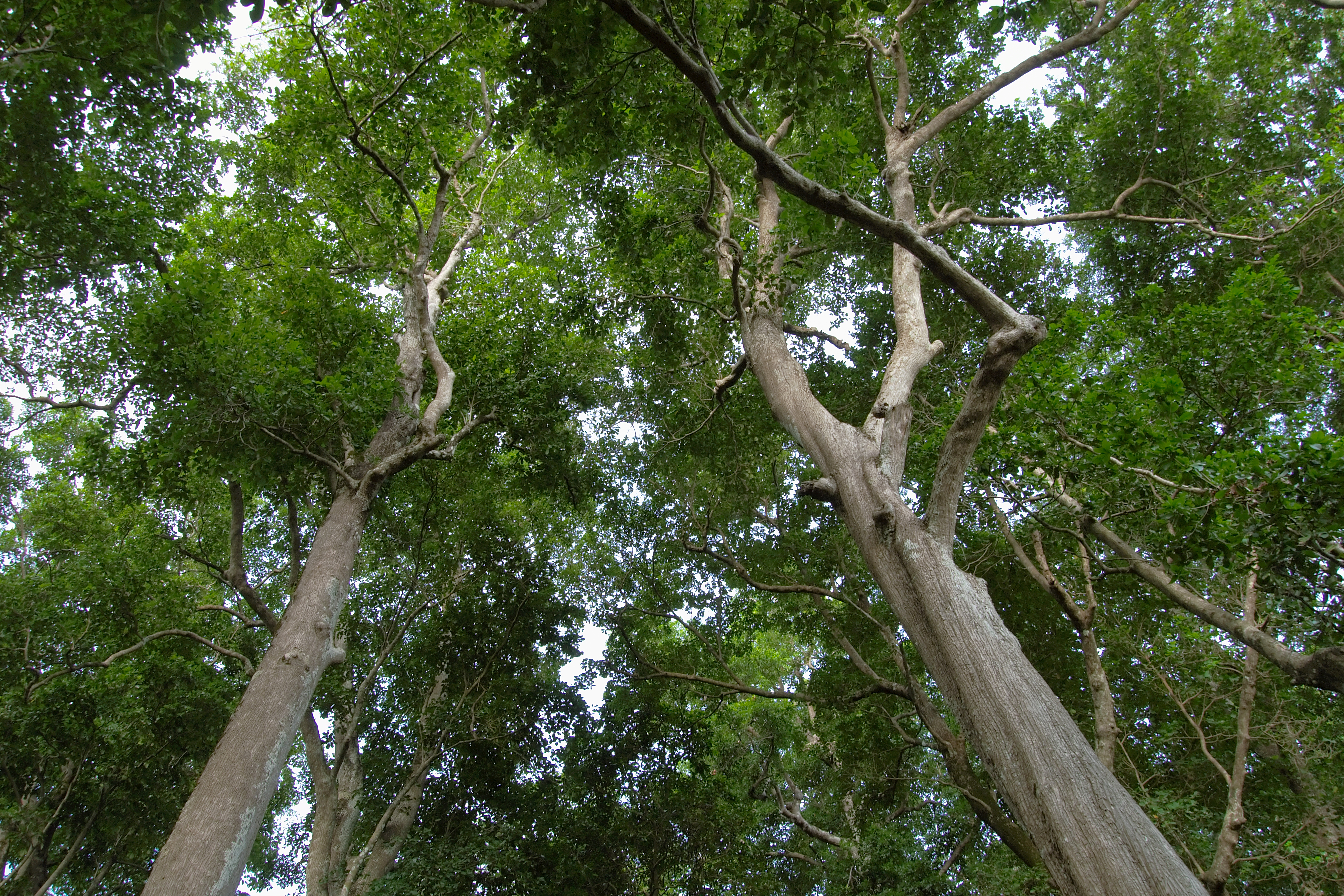
Tán rừng thường xanh nhiệt đới, quần đảo Andaman
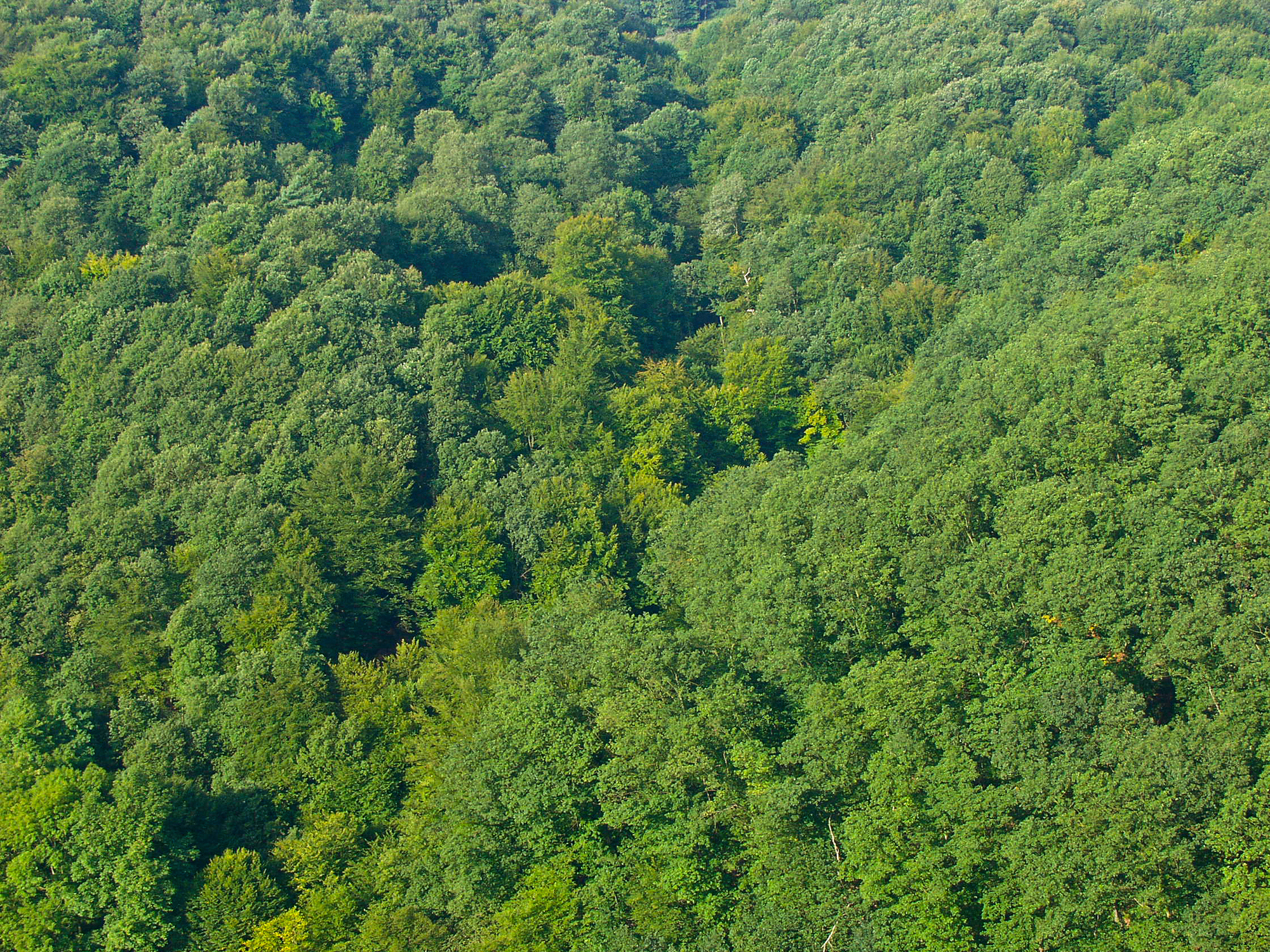
Khu bảo tồn thiên nhiên "Thung lũng Wupper và các khu vực sườn đồi có suối bên cạnh" ở Solingen, Đức